# 自動櫃員機
（北美華人稱自動金融機），是指銀行設置一种小型機器，利用一張信用卡大小的磁条卡或晶片卡上的晶片來記錄客戶的基本戶口資料（通常称銀行卡，或稱金融卡、提款卡等），讓客戶可以透過機器自助办理提款、存款、轉帳等銀行櫃臺服務，一些客戶把這種自助機器稱為「提款機」。

## 歷史
在1967年6月27日，英國人約翰·谢菲尔德-巴隆（John Shepherd-Barron）發明的第一部電腦自動提款機，安裝於英國倫敦北部的巴克萊銀行恩菲爾德鎮分行。此提款機是他借巧克力售賣機的意念，改裝、設計而成為自動提款機。因此，巴隆更加在2004年，榮獲英女皇頒授英帝國員佐勳章。另外，巴隆也發明了提款機所用的個人识别号码。巴隆是英國印鈔托马斯德纳罗印钞公司的職員。2017年6月27日，巴克萊銀行為慶祝自動提款機誕生50週年，特別將當年Enfield分行第一部提款機的裝機位置換成金色外觀，旁邊放上紀念牌，並鋪上紅地毯。

## 多媒體
- 新銀行東京的電話亭式自動櫃員機
- 特羅吉爾一台配合古蹟外型設置的ATM
- 自動櫃員機 艾夫特琳 荷兰
- 自動櫃員機上的按鍵
- 安裝在車輛上的自動櫃員機
- 南洋商業銀行門外的中銀香港銀通櫃員機
- 於長宏商場內之渣打銀行櫃員機
- 於翻新前金鐘廊商場內之渣打銀行櫃員機
- 台北勞工保險局服務處的附設販賣部的臺灣土地銀行櫃員機
- 自動櫃員機藍屏死機的畫面
- 附廣告播放功能的機台

## 各地的櫃員機
為了分析方便，金融機構通常依據櫃員機的滲透比例、使用統計、部署特色將全球分為7大區域。4個區域（美國、加拿大、歐洲，日本）具有每百萬人高比例的櫃員機，櫃員機成長數率也較低。具有高數量櫃員機以及高需求的地區有亞太地區及拉丁美洲地區。而西亞和非洲地區的櫃員機數量還未達一定規模。
Retail Banking Research 的统计显示，2018 年底全球ATM台数约为324万台，比上年底减少1%，首次转为减少。
每個國家櫃員機的使用方式都略有不同，例如在韓國，只有特別標注的櫃員機是24小時提供服務，其他有營業時間限制，大多數會在22：00停止運作。此外，並非所有地區的ATM服務都是免費的。除了某些國家和地區使用ATM服務要收費以外，澳大利亞和紐西蘭都會對客戶每次利用ATM提存款項而收取少量費用。
世界上分佈最北的櫃員機位於挪威的朗伊爾城，最南則在南極大陸的麥克默多站。

### 中国大陆
中国大陸在1980年代末期开始在深圳出现提款机，现早已扩展至全国。并且柜员机都已经加入银联网络，只要是有银联标志的银行卡都可以通用，但收费与否则取决于发卡行的收费规定。
中国人民银行在2007年5月中旬发布《关于改进个人支付结算服务的通知》，要求提高自动柜员机每日取款额上限。借记卡在自动柜员机取款的交易上限由当时每卡每日5,000元提高到现时的20,000元，意在有效解决办理银行业务排队等候时间过长的问题。虽然银行在自动柜员机上的取款限额提高到20,000元，但是每笔取款最多为2,000元，如果提取现金20,000元，则需要操作10次，耗时近8分钟。这可能因为自动柜员机出钞口大小的限制，而人民币最高面值只有100元。
2007年11月中旬，深圳市各银行对提款机及柜台交易累计上限作出了额外限制：每日每卡现金交易不得超过30,000元，每周不得超过50,000元，每月20万元。提款机的取款上限、服务时间因而也有不同程度的调整。有人认为，此举是为了打击地下资金来港炒股，不过央行否认针对港股。
全球数量最多的中国2018年底为69万台，比上年减少6.8％。Retail Banking Research 的分析认为，在中国，无现金结算的迅速普及使得ATM的设置台数锐减”。在中国，扫码支付在最近2~3年里迅速普及。很多年轻人不再随身携带钱包，也几乎不怎么去银行网点和使用ATM。此外，不收现金的店铺也在增加。

### 香港
香港是最早採用自動櫃員機服務的地區之一，由香港上海匯豐銀行於1980年引入，名為易通財。初期的易通財只在中區的鬧市設立，後來在各區都有設立，並擴展網絡至澳門。之後各家銀行紛紛推出自己的提款卡。
為加強競爭力，香港的主要華資銀行後來建立了銀通網絡，讓銀行之間可以透過銀通網絡來存取其他銀行的戶口資料，使用戶無需在開戶銀行也可以隨意的提取現金，但存款則必須在開戶銀行的櫃員機才可以。現時香港除香港上海匯豐銀行及其附屬的恒生銀行屬易通財網絡外，其他大部分的個人銀行都加入了銀通網絡，銀通網絡在香港有達28間會員銀行。在香港，使用同一網絡的櫃員機提款都是免費的。而不同網絡（易通財和银通）之間的提款卡互用會收取跨網服務費。
部分銀行加入了銀通網絡的自動櫃員機可以使用銀通網絡的人民幣卡提取人民幣，每日最高提款限制為人民幣5,000元
除了提款、存款和轉賬等一般銀行服務以外，現在香港的自動櫃員機還提供繳費及交稅服務。
香港的自動櫃員機一般每日最高交易限制為20,000港元。
在香港，客戶持有提款卡，除了找自動櫃員機提款之外，如果該卡支援EPS，還可以到設有EPS Esay Cash的商店出納員提款。自2007年起，多間銀行宣布推出「簡易版提款卡」，以迎合有「提款機恐懼症」的長者或其他有需要人士之客戶。

### 臺灣
臺灣銀行於民國六十六年（1977年）引進臺灣第一台自動吐鈔機。民國七十六年（1987年）金融資訊服務中心（財金資訊公司前身）「ATM功用系統」正式營運，提供民眾以金融卡經由各家金融機構ATM提領現金及查詢餘額的服務。民國八十一年（1992年）各金融機構之間以中華民國財政部的財金資訊建置的跨行網路來達成跨行提款及轉帳的功能。除了少數的銀行跨行提款免扣手續費外，大部分的銀行跨行提款每次會收取手續費新台幣5元，跨行轉帳收取手續費15元。台灣目前也有不少銀行提供外幣ATM的新服務，可以方便換取外幣。
在2000年代起，各金融機構開始發行晶片卡，故網路自動櫃員機的服務也由此而生，其中凱基銀行、永豐銀行、國泰世華銀行、玉山銀行、三信商業銀行、台新銀行、兆豐國際商業銀行及台灣銀行等銀行也都提供這項服務。由於防止舊有的磁條式金融卡被盜取資料，各家銀行逐漸換為晶片金融卡，舊型的磁條式金融卡已經停用。
台灣的提款機除了接受金融卡以外，還可接受信用卡的預借現金提領，以及使用智慧型手機或指紋等身份認證方式的無卡片提款，大部份銀行會安裝可提領外幣的提款機。除了提款外，不少銀行也裝有可存款的自動櫃員機，可存入紙鈔，有些可接受硬幣存入。2018年元月起在日本北海道的一些銀行亦可使用台灣的金融卡提款。
為了杜絕利用自動櫃員機轉帳功能詐財的案件，財政部規定每戶每日轉帳至「非約定帳戶」的金額上限為10,000元，引起多數人民的反彈，最後決議把上限調整為30,000元，並在2005年6月1日起正式實施，但「約定帳戶」則不受限制。另外，轉帳至11類收費單位帳戶繳費亦不受限制（少數因故無法納入者除外），包括稅款、水電費、瓦斯費、電信費、交通規費及罚款、學費、信用卡款項、保險費、證券款項、網路購物服務及醫療費等11類。

## 網路自動櫃員機
由於晶片金融卡的推出，故許多銀行便結合網路的功能，讓用戶藉由自行安裝的晶片卡讀卡機，在自己的電腦上透過網路進行「轉帳」、「查詢餘額」等非存、提領現金之交易動作。
這些功能，在台灣叫作「網路ATM」服務。在香港有類似的網上理財服務，但不需要讀卡機，只需要用戶提供登入名稱及密碼或者保安編碼器，
在中国大陆，这样的服务通常称为网上银行或简称网银，一般具有帐户金额查询，转帐，基金买卖等功能。银行一般采用特殊的USB设备（如U盾）作为用户身份鉴别手段。

## 自動換鈔、兌幣機

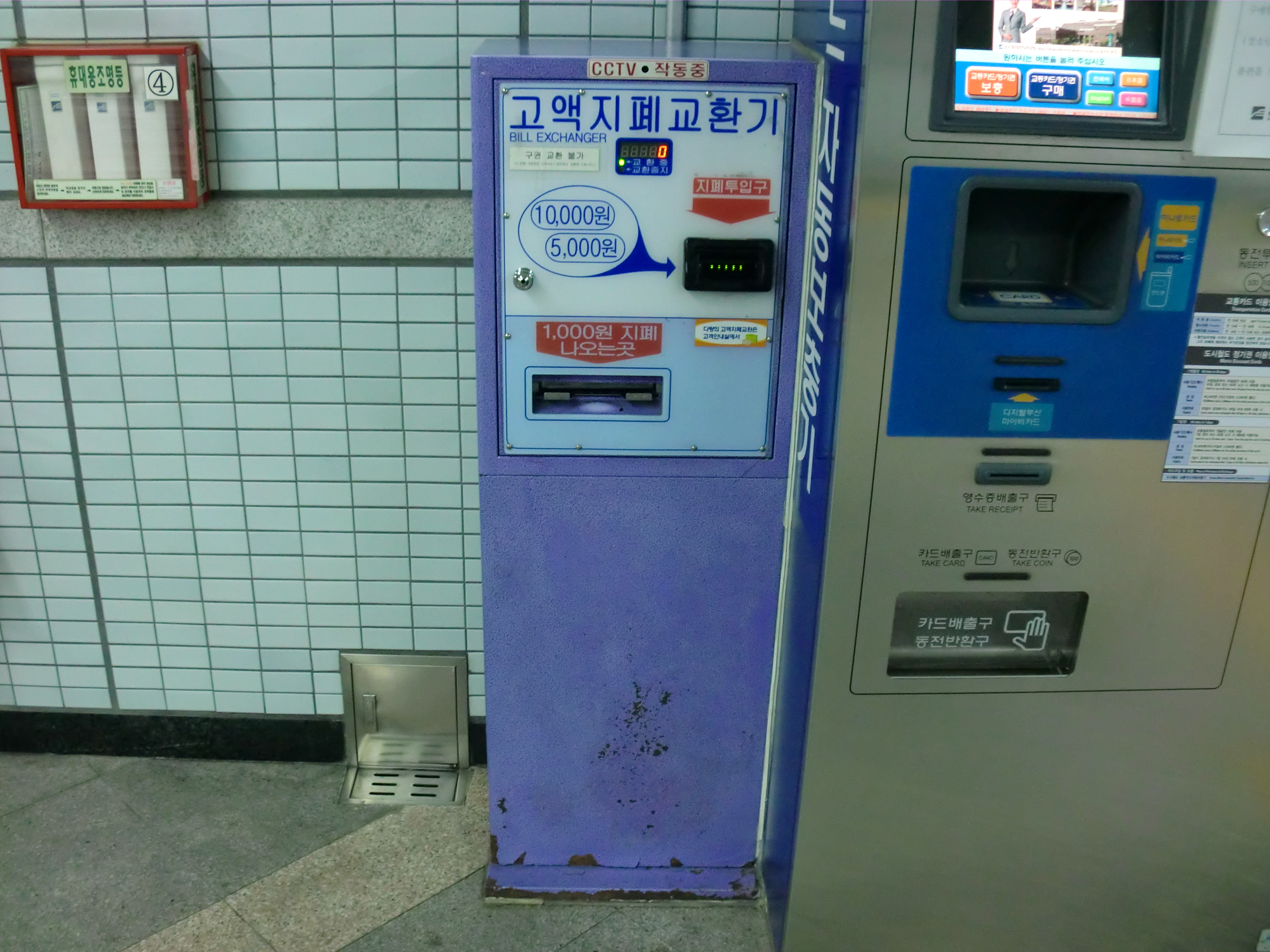
韓國街頭的自動換鈔機（高額紙幣交換機），把大面額的現鈔換成較常用的1,000韓圓鈔票。

由於櫃員機內空間有限，目前世上大多數櫃員機都只提供少數流通量較大的現鈔。例如：香港只提供100、500及1,000港元，韓國只提供50,000及10,000韓圓。然而，很多時流通量大的現鈔未必會是最高面額的鈔票，如：澳大利亚的提款機只會出20及50澳元的鈔票（目前澳大利亚紙幣最高面額為100澳元）。有及於此，有些地區的銀行會選擇只提供一種鈔票（例如大陸的提款機往往僅能提供人民幣100元現鈔，加拿大提款機一般僅提供20加元的現鈔），這就有一個問題：當客戶需要提取大額現鈔，提款機就會吐一大堆鈔票出來，令客人很不方便。
在韓國除了自動提款機以外，還有自動換鈔機，讓客人把較高面額的鈔票換成較常用的低面額鈔票。這種機器的功能，在台灣和日本的部分ATM上可以實現（有些銀行的ATM在客戶取款時可以選擇直接取出小面額鈔票，如100或200元新台幣）。
但在厄瓜多尔的首都基多，有类似的自动换币机，可将美元（厄瓜多尔法定货币）自动兑换为硬币零钱。这种机器一般安放在需使用零钱较多的场合如Iñaquito农贸市场、苏克雷元帅手工艺品市场等。在日本和韓國等國的電子遊戲廳中也會提供所謂的「兩替機」，讓客人將自己的1,000日圓或者10,000韓元鈔票換成機器可以識別的100日圓和500韓元硬幣。惟香港的電子遊戲廳中大多依然採用人手兌換的方式。日本的一人服務巴士及火車上也設有兌幣機，供乘客將1,000日元紙鈔兌換成硬幣以支付車資。

## 犯罪行為
臺灣無卡盜領
2016年7月9日、10日間，第一商業銀行20家分行總計38台Wincor Nixdorf廠牌的「Pro cash 1500」機型自動提款機，疑遭遠端植入惡意程式，在未經使用插卡、未接觸機器狀態下，卻能促其不斷吐鈔，藉此盜領約達新臺幣8,390多萬元，有東歐多國人士涉案，逮捕三人後，找回犯罪集團來不及進行洗錢匯出的7千多萬元款項。
羅馬尼亞無卡盜領
2016年1月，於羅馬尼亞，逮捕到運用此法盜領約20萬歐元的駭客集團。
日本大規模同步提領
日本在2016年5月發生南非籍犯罪集團，運用偽造信用卡，盜領來自1,400多臺ATM（其中單次最大提領量為10萬日圓），總計同步盜領約14億多日圓之案件（約等於新臺幣4億3,000萬元）。
全球無卡盜領損失
2013年起至今，運用此法盜領模式，在全球總計盜領額度，計達相當於10億美元（新台幣300億元）之多。
大蜘蛛反病毒软件办公室被ATM黑客犯罪组织纵火
大蜘蛛公司（又名：Dr. Web，俄罗斯知名反病毒软件厂商，不过该厂商的软件在中国普及率不高）曾因反ATM（自动柜员机）恶意程序，而在2013年12月至2014年3月期间，收到了黑客犯罪组织发过的至少两封恐吓信，并在此期间大蜘蛛下属的圣彼得堡达尼洛夫反病毒实验室被犯罪分子两次纵火。